# Institut de technologie de Wuhan
 (avril 2013).
Si vous disposez d'ouvrages ou d'articles de référence ou si vous connaissez des sites web de qualité traitant du thème abordé ici, merci de compléter l'article en donnant les références utiles à sa vérifiabilité et en les liant à la section « Notes et références ».
L'Institut de Technologie de Wuhan (chinois simplifié : 武汉工程大学 ; chinois traditionnel : 武漢工程大學 ; pinyin : Wǔhàn Gōngchéng Dàxué ; anglais : Wuhan Institute Of Technology ou WIT), est une université chinoise et une institution de recherche fondée à Wuhan, Hubei en 1972. Considérée comme une des plus grandes universités de la province du Hubei, son département la plus connue est la School of Chemical Engineering and Pharmacy.

## Histoire
L'établissement est fondé en juillet 1972, sous le nom de Chemical Petroleum Institute of Hubei par Gong Yuping. En 1974, l'établissement était alors uniquement spécialisé dans l'industrie chimique organique, l'industrie chimique non organique et l'usinage par des procédés chimiques et n'accueillait en son sein qu'une centaine d'étudiants.
Le 14 février 2006, sous la permission du Ministère de l'éducation, le nom de l'institut est officiellement changé en Wuhan Institute of Technology.

## Organisation
L'institut de technologie de Wuhan abrite aujourd'hui 15 écoles  dont :
- La School of Chemical Engineering and Pharmacy
- La School of Mechanical & Electrical Engineering
- La School of Material Science and engineering
- La School of Environment and Civil Engineering
- La College of Electrical and Electronic Engineering
- La School of Economic management
- La School of Law & Business
- La School of computer science and engineering
- La School of Science
- La School of Foreign Languages
- La School of Arts
- La School of Adult Education
- La International School
- La Department of P.E
- La School of Telecommunication & Information Engineering

## Galerie

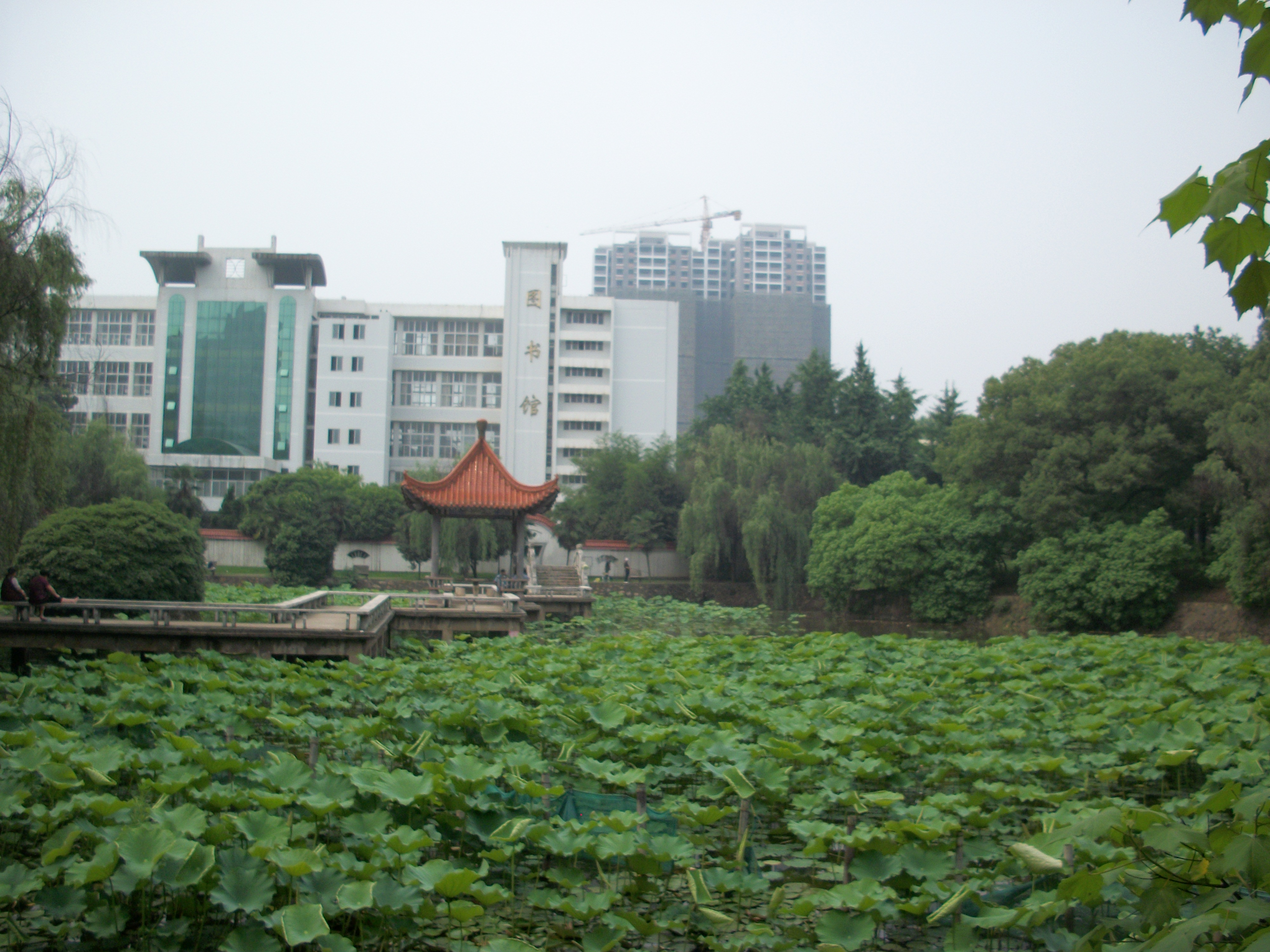
Le campus de Wuchang.
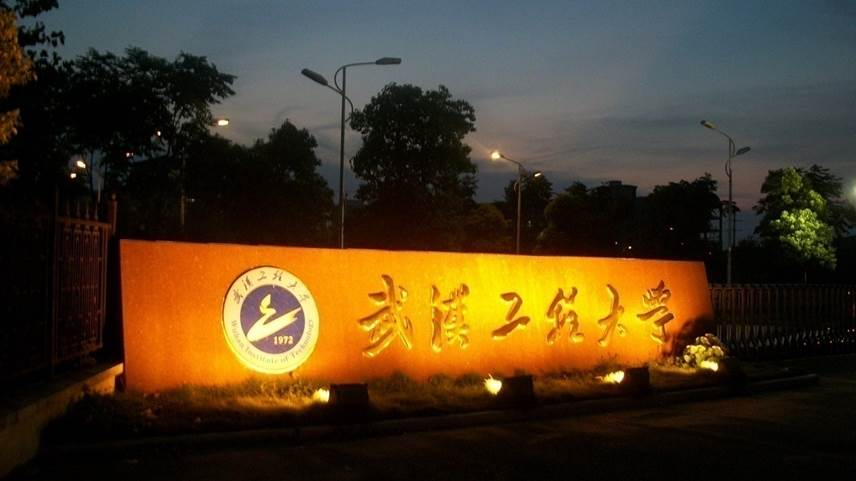
L'entrée du campus de Luifang.
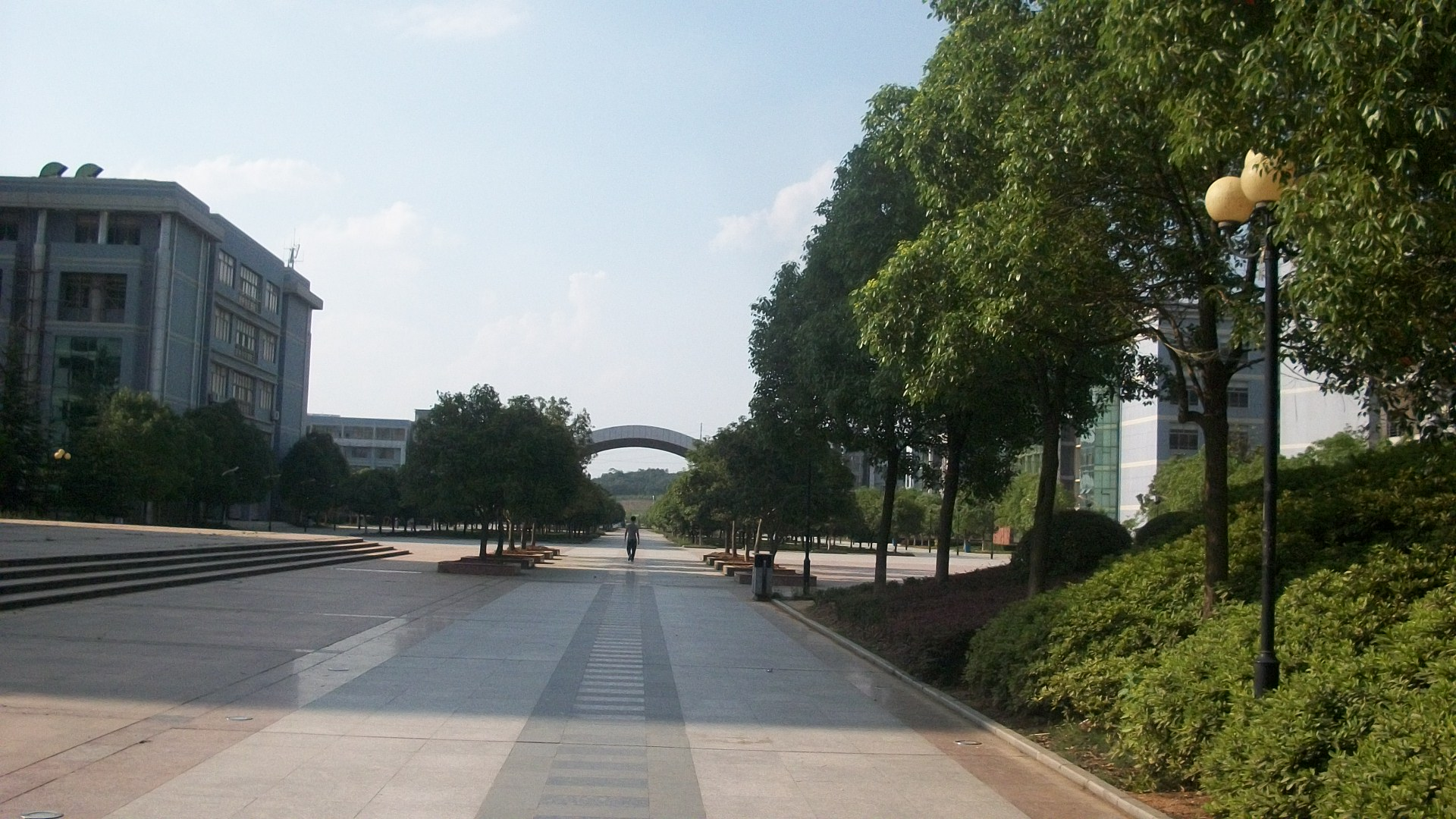
L'allée de la WIT.
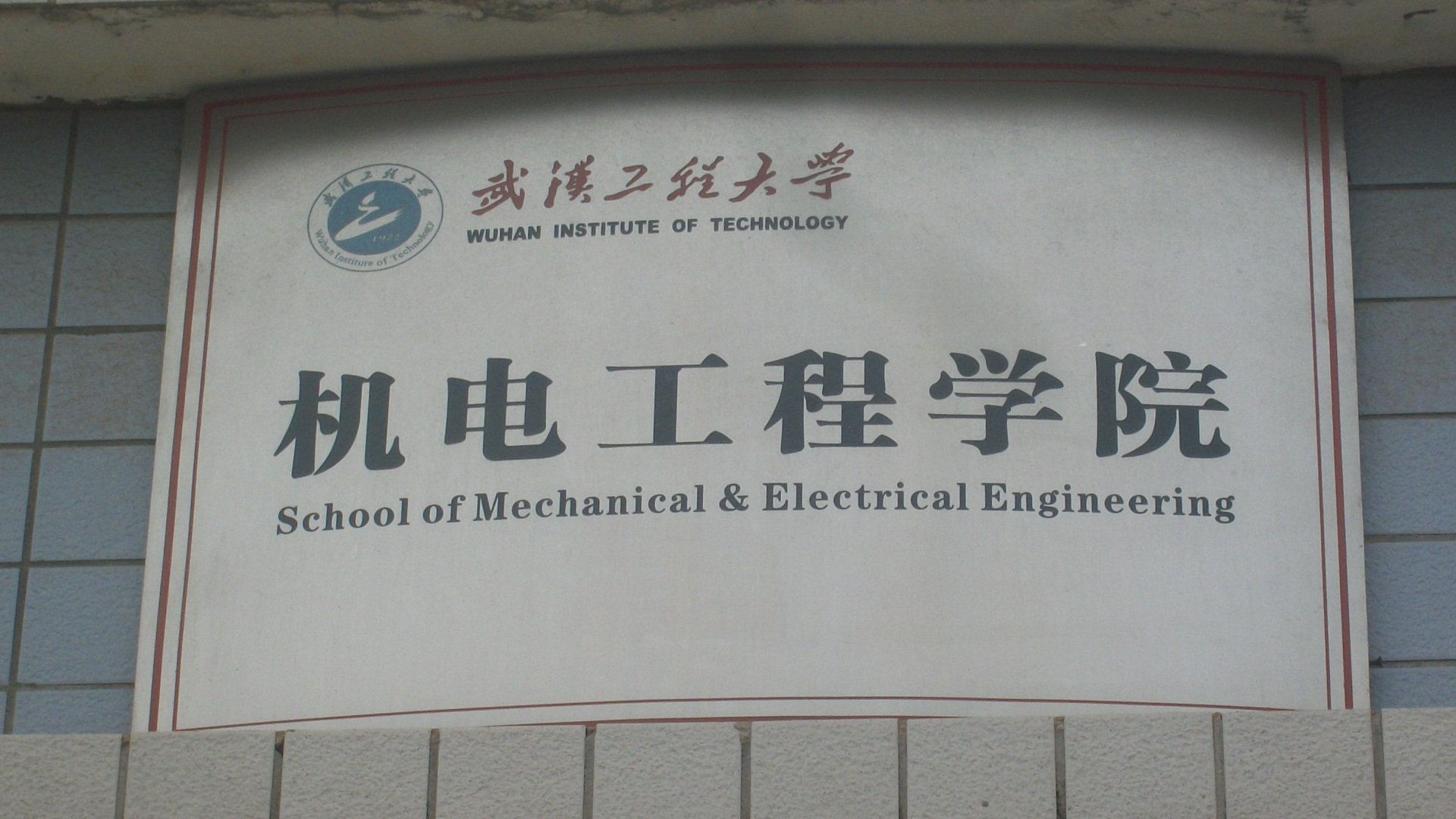
Le département mécanique et électrique.
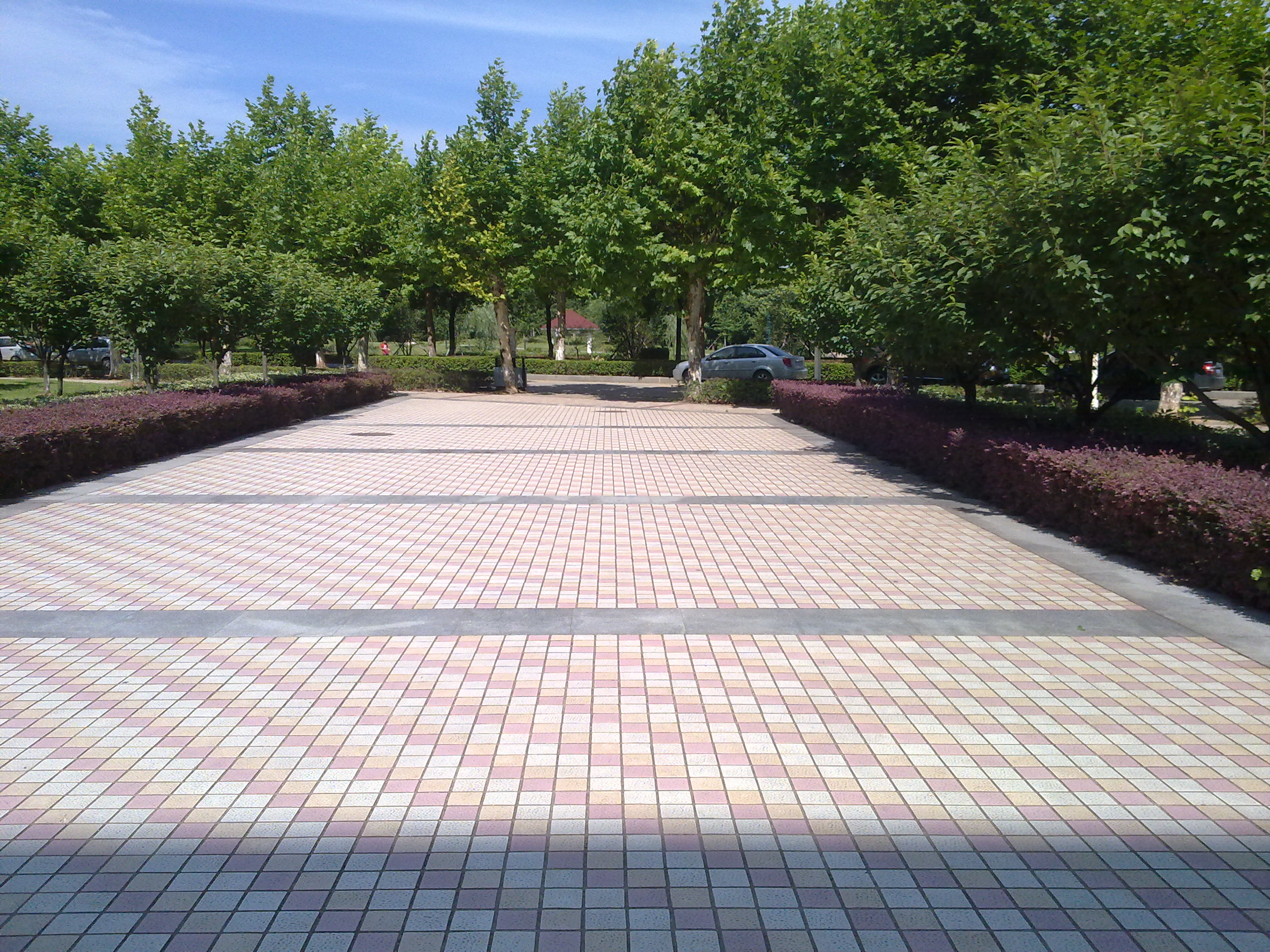
Allée annexe
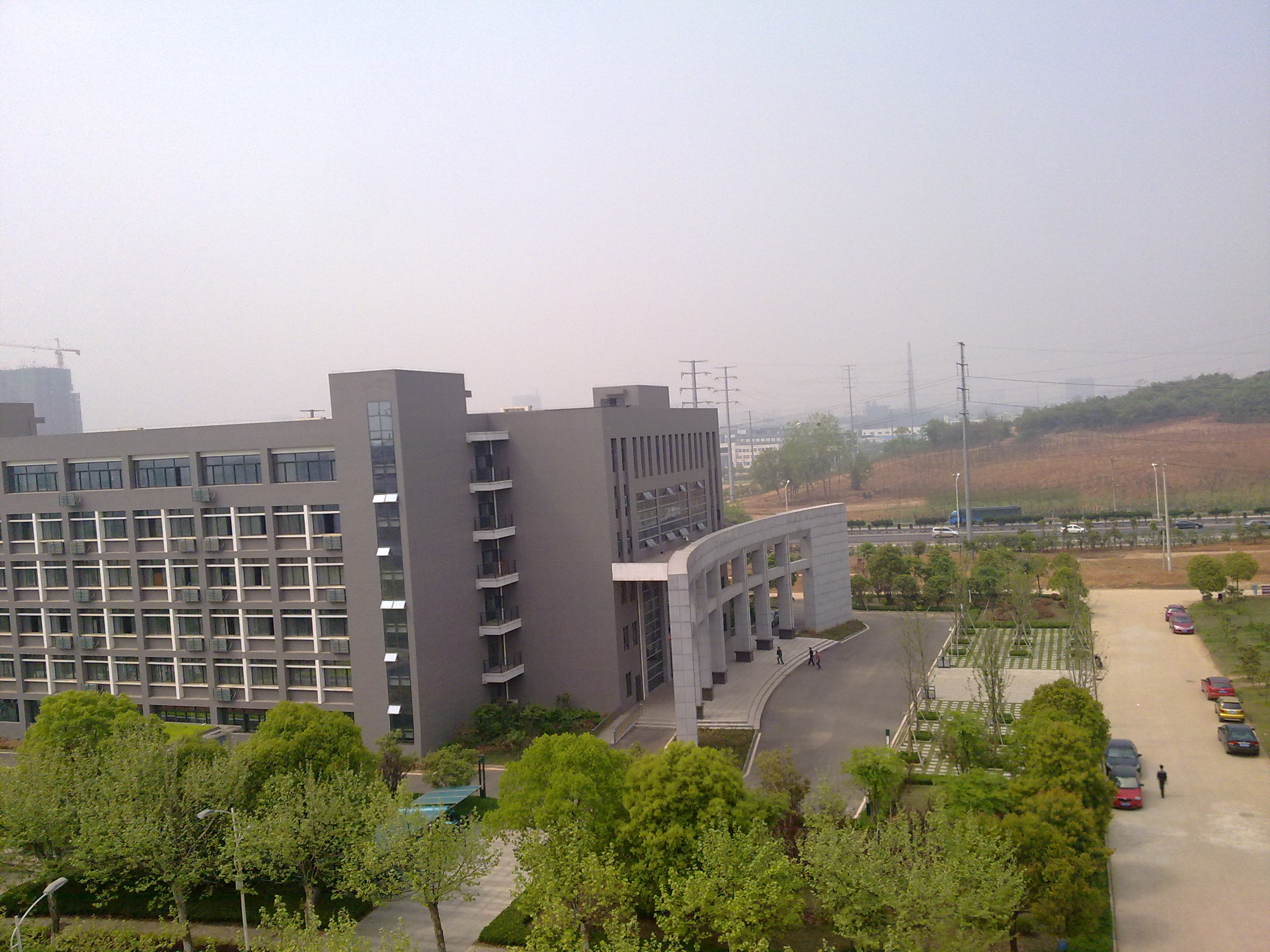
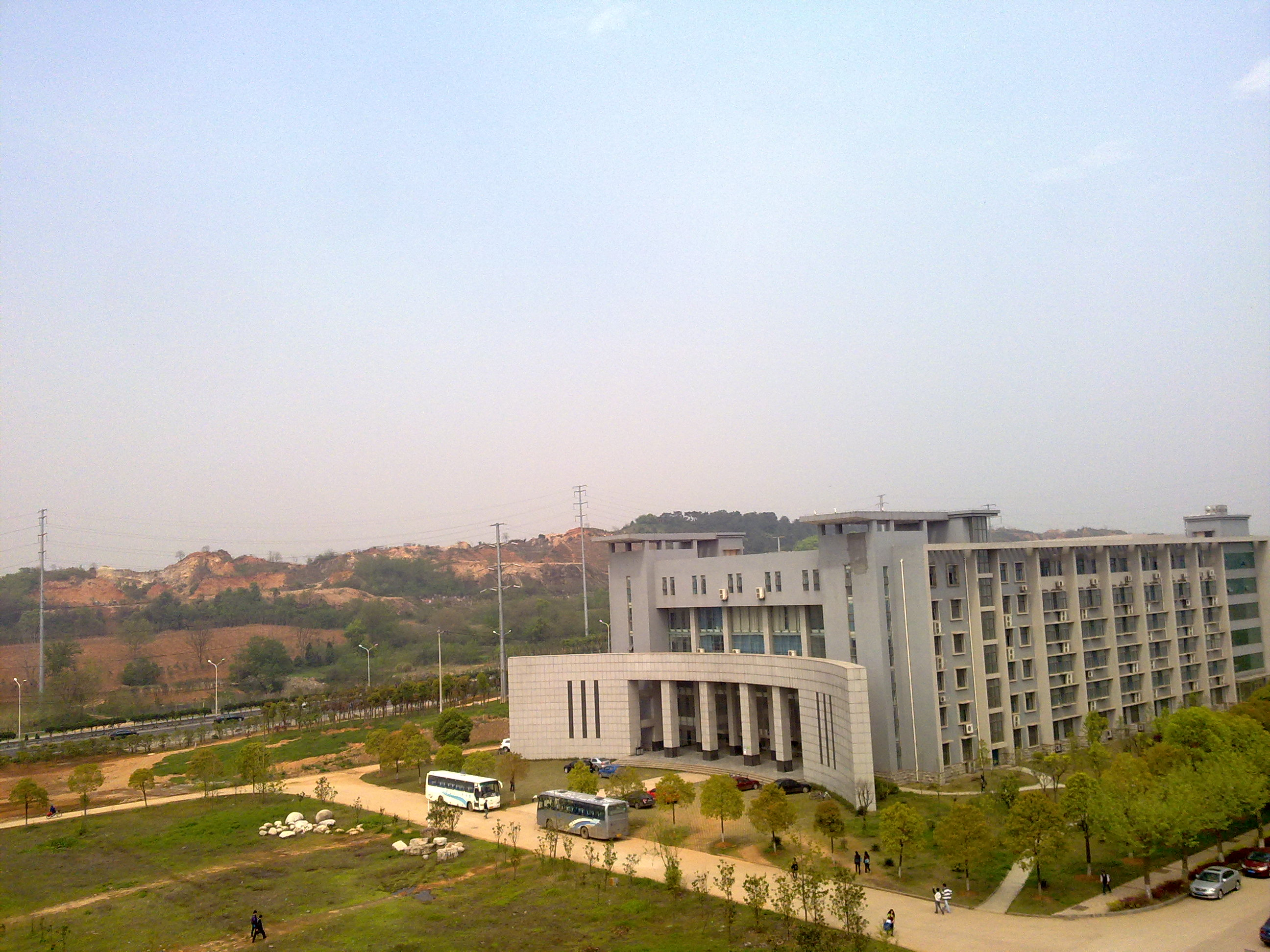
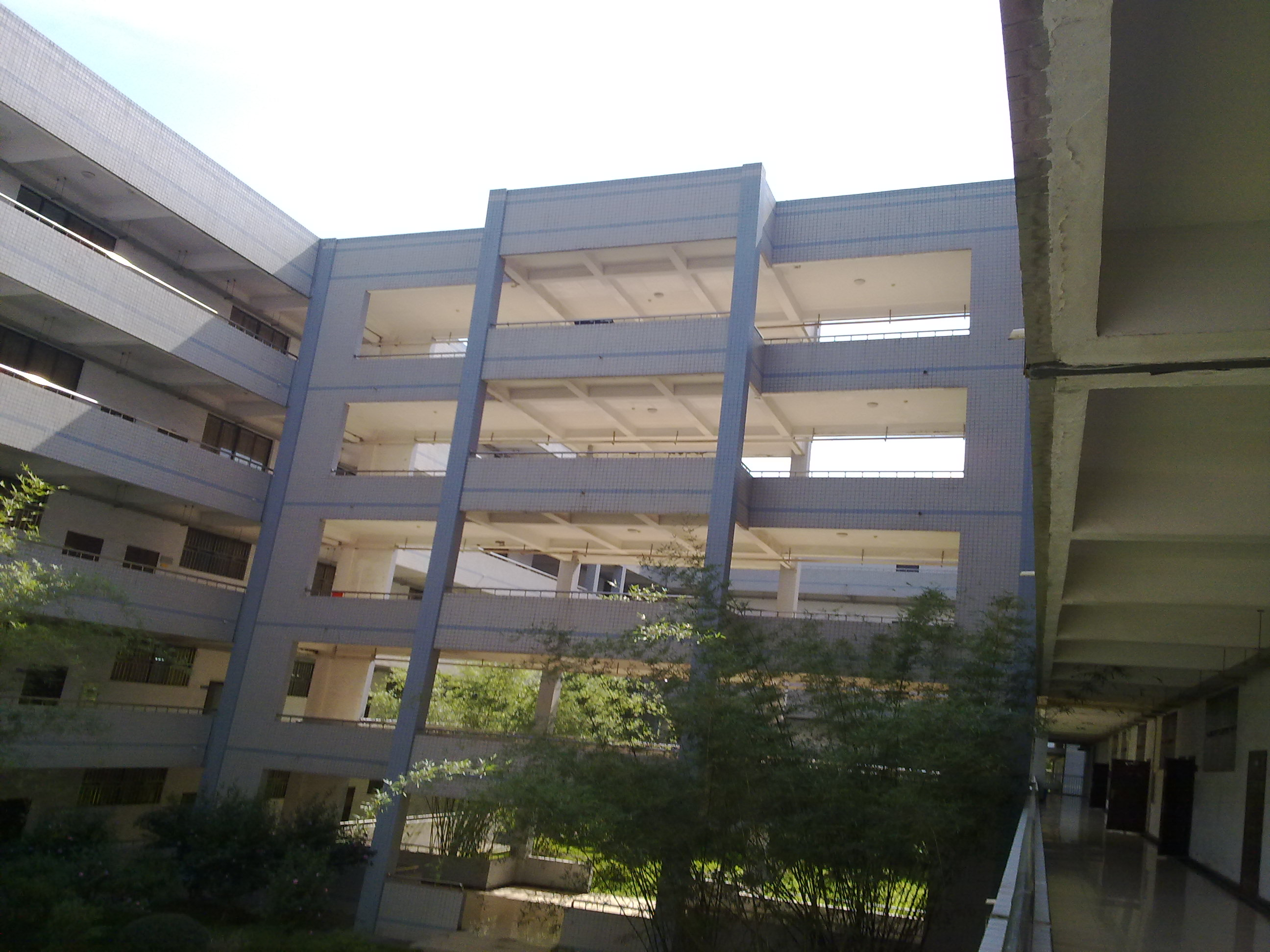
Installations
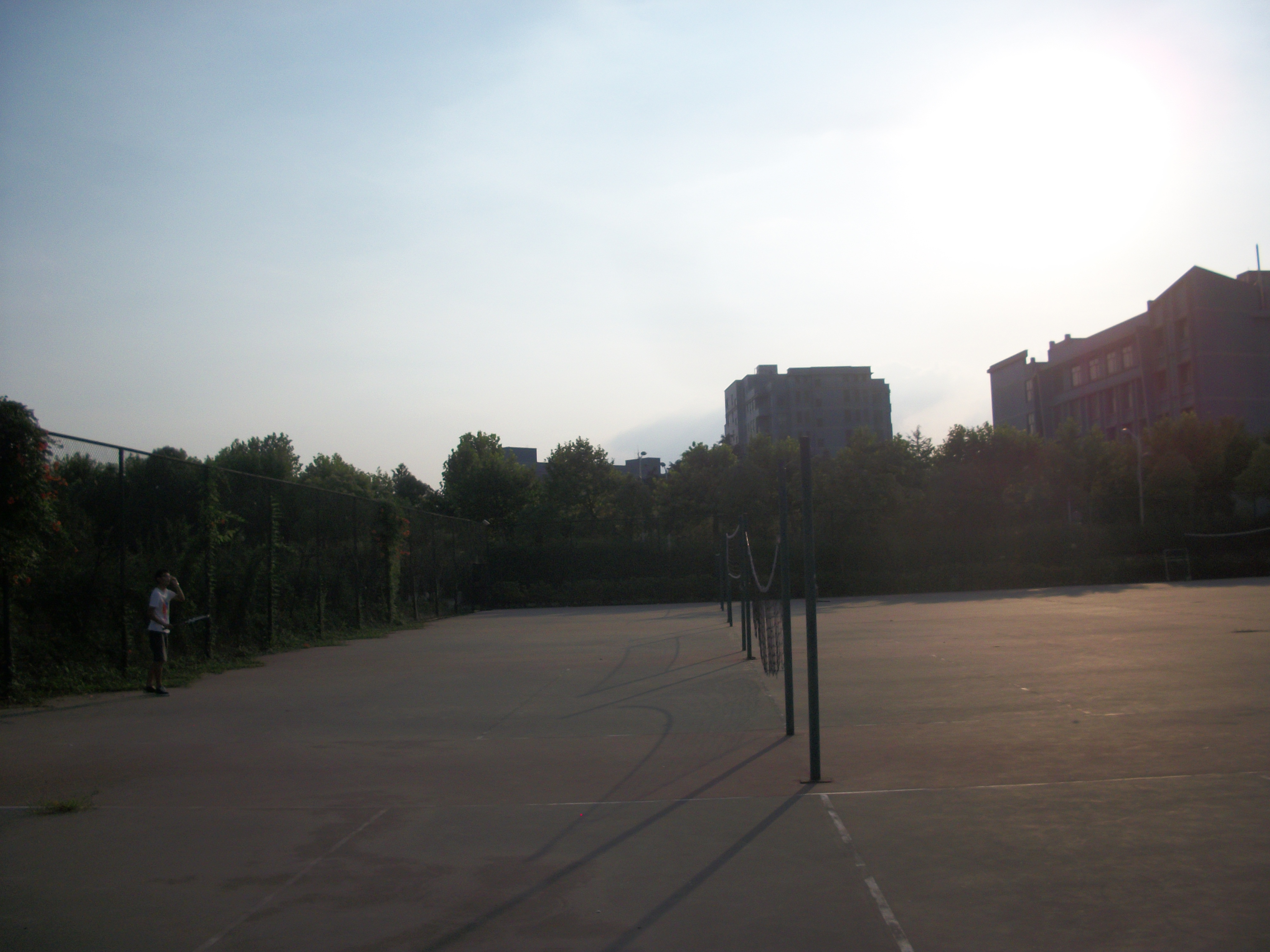
Terrains de tennis
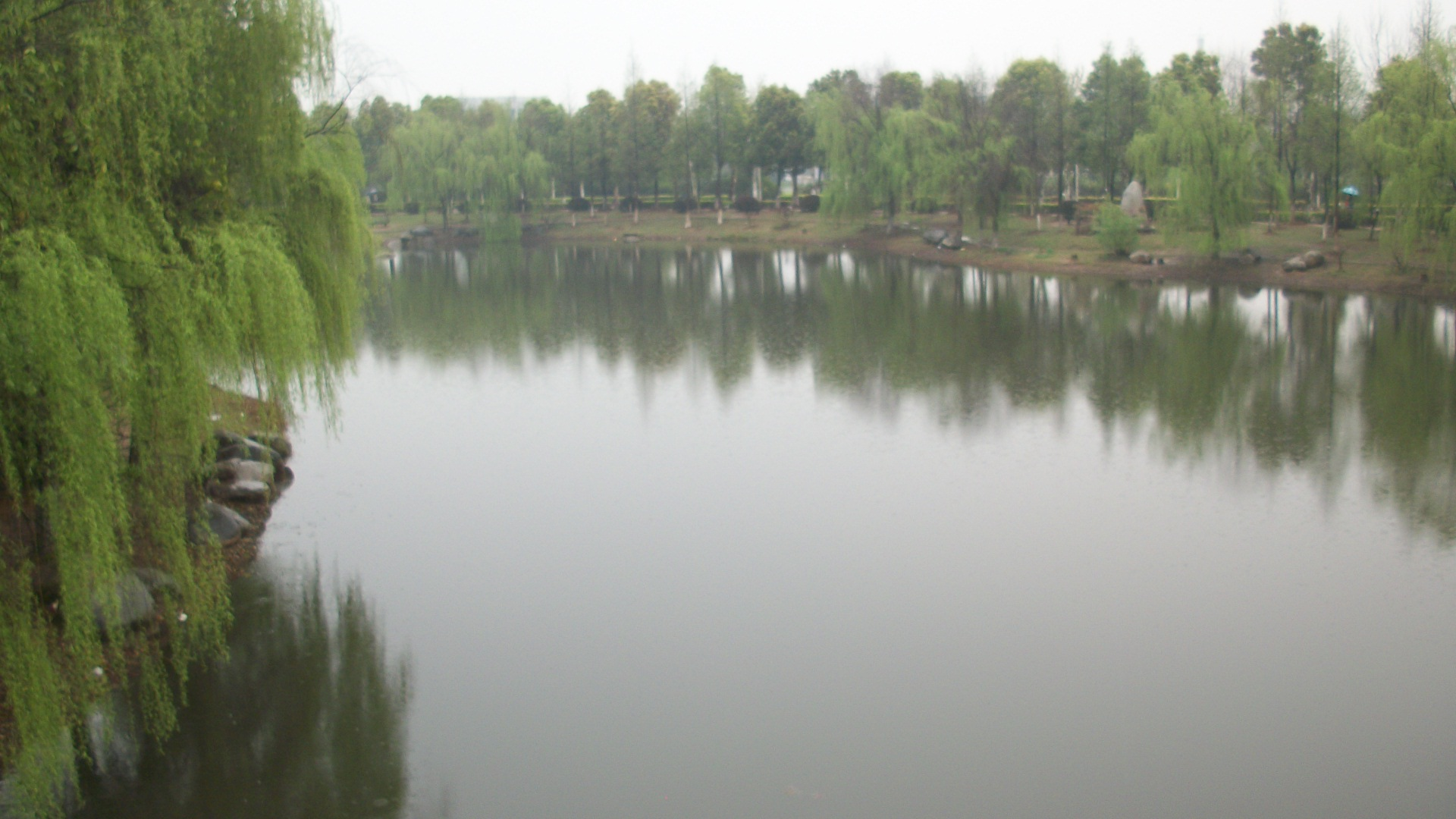